# Cenoceras
Cenoceras is een geslacht van uitgestorven cephalopode mollusken, dat leefde van het Laat-Trias tot het Midden-Jura.

## Beschrijving
Deze nautiloide koppotige had een los gespiraliseerde schelp met een nauwe navel en een brede, afgeronde buikzijde. De hoogte van de winding nam snel toe. De dicht opeen liggende sutuurlijnen waren zacht golvend. De ruimte die de woonkamer innam, bevatte ongeveer een halve winding. De kamers hadden op dwarsdoorsnede een hol-bolle vorm. Nabij de dorsale rand bevond zich een grote sipho. De diameter van de schelp bedroeg ongeveer vijftien centimeter.

## Leefwijze
Dit carnivore, mariene geslacht voedde zich met kleine bodembewoners.

## Fossiel bereik
Cenoceras heeft een fossiel bereik van het Boven-Trias, Carnien tot het Midden-Jura, Callovien (van 235.0 tot 163.5 miljoen jaar geleden).

## Soorten
- Cenoceras boreale †  Dagys and Sobolev 1988
- Cenoceras trechmanni †  Kummel 1953